# Волькенштейн, Маргарита Францевна
Маргарита Францевна Волькенштейн (в девичестве — Перциох) (1934, Иркутск — 2015, там же) — советская спортсменка-стрелок и тренер по пулевой стрельбе. Четырёхкратная чемпионка СССР. Заслуженный тренер СССР. Почетный гражданин Иркутской области (2007).

## Биография
Маргарита Францевна Волькенштейн родилась в 1934 году в Иркутске. Отец — немец Франц Перциох, мать — украинка Анастасия Иосифовна. При этом её дед — француз, а бабушка — полька
В юности занималась академической греблей, которую оставила из-за проблем со здоровьем. В 1950 году начала заниматься пулевой стрельбой. Тренировалась под руководством Бориса Хлебникова. Из-за фамилии была невыездной из СССР, поэтому не принимала участия в международных соревнованиях, проводимых за рубежом. В 1955 стала чемпионкой и рекордсменкой СССР в стрельбе из малокалиберной винтовки. В 1958 году на чемпионате мира в Москве заняла пятое место в стрельбе из пистолета.
В 1962 году Маргарита Францевна стала тренером по стрельбе Забайкальского военного округа в Чите. Затем она вернулась в Иркутск, где продолжила готовить спортсменов-стрелков. Позже тренировала сборную СССР и была признана лучшим тренером по пулевой стрельбе XX века в Иркутской области. Наивысших результатов среди её воспитанников достигла Галина Корзун (Дмитриева) — четырёхкратная чемпионка Европы в личном зачёте.
В 1989 году Волькенштейн завершила свою тренерскую карьеру, и посвятила себя созданию музея спортивных достижений иркутской области «Спортивная слава Приангарья».
В 2004 году вышла её книга воспоминаний «40 лет на линии огня и штрихи жизни».
Уйдя на пенсию, Волькенштейн открыла в себе талант художника. Её 42 картины из бересты под названием «От винтовки к искусству» были представлены в Спасской церкви в 2004 году.
В последние годы жизни была консультантом по пулевой стрельбе Иркутского областного спортивного клуба РОСТО.
В 2008 году она передала все свои награды и медали в иркутский краеведческий музей.
Умерла 7 апреля 2015 года.

## Награды и звания
- «Почётный знак ДОСААФ СССР» № 72.
- Почётное звание «Заслуженный тренер СССР».
- Медаль «60-летие 1923—1983 гг. Общество „Динамо“» (1983).
- Почётный гражданин Иркутской области (2007)[11][12][13]